# Fernand Gabriel

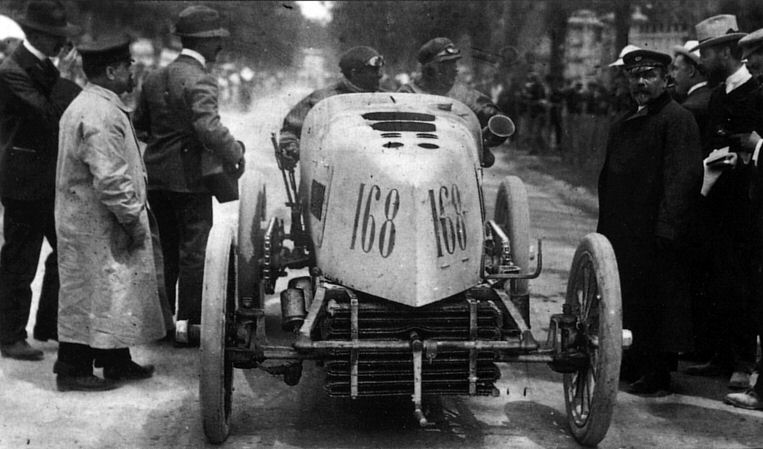
Fernand Gabriel, závod Paříž-Madrid 1903

Fernand Gabriel (30. dubna 1878 Paříž – 9. září 1943 La Garenne-Colombes) byl francouzský automobilový závodník.

## Kariéra
Gabriel začal svou kariéru v roce 1899 při Tour de France automobilů, kde ve své třídě s vozem Decauville zvítězil. Největších úspěchů dosáhl s vozy značky Mors. Vítězství při závodě Circuit des Ardennes 1902 v Bastogne až do posledního kola vedl, po defektu se musel spokojit s druhým místem. Velkým triumfem bylo vítězství v přerušeném závodě Paříž–Madrid v roce 1903. Ačkoliv byl závod po několika smrtelných nehodách (zahynulo pět jezdců, mezi nimi i Marcel Renault a tři diváci) v Marseille zastaven, Gabrielovo řidičské umění vyniklo, když na trati dlouhé 552 km dojel před ostatními s více než 15minutovým náskokem.
Po tomto úspěchu ale už další významné nenásledovaly. V letech 1904 až 1907 startoval Gabriel s vozy De Dietrich a Lorraine-Dietrich. Při Grand Prix Francie 1908 dojel s vozem Clément-Bayard dvanáctý. Po první světové válce se účastnil jen závodů cestovních vozů a závodů do vrchu. Při Grand Prix Francie 1913 musel pro poruchu karburátoru svého vozu Th. Schneider odstoupit. Jeho týmoví kolegové se umístili na 7., 9. a 10. místě (jezdci René Champoiseau, René Thomas, René Croquet). Pro poruchu motoru musel vzdát závod i v ročníku 1914.
Později pracoval Fernand Gabriel pro firmu Renault. Zahynul 9. září 1943, když byla továrna Renault bombardována letouny Royal Air Force.

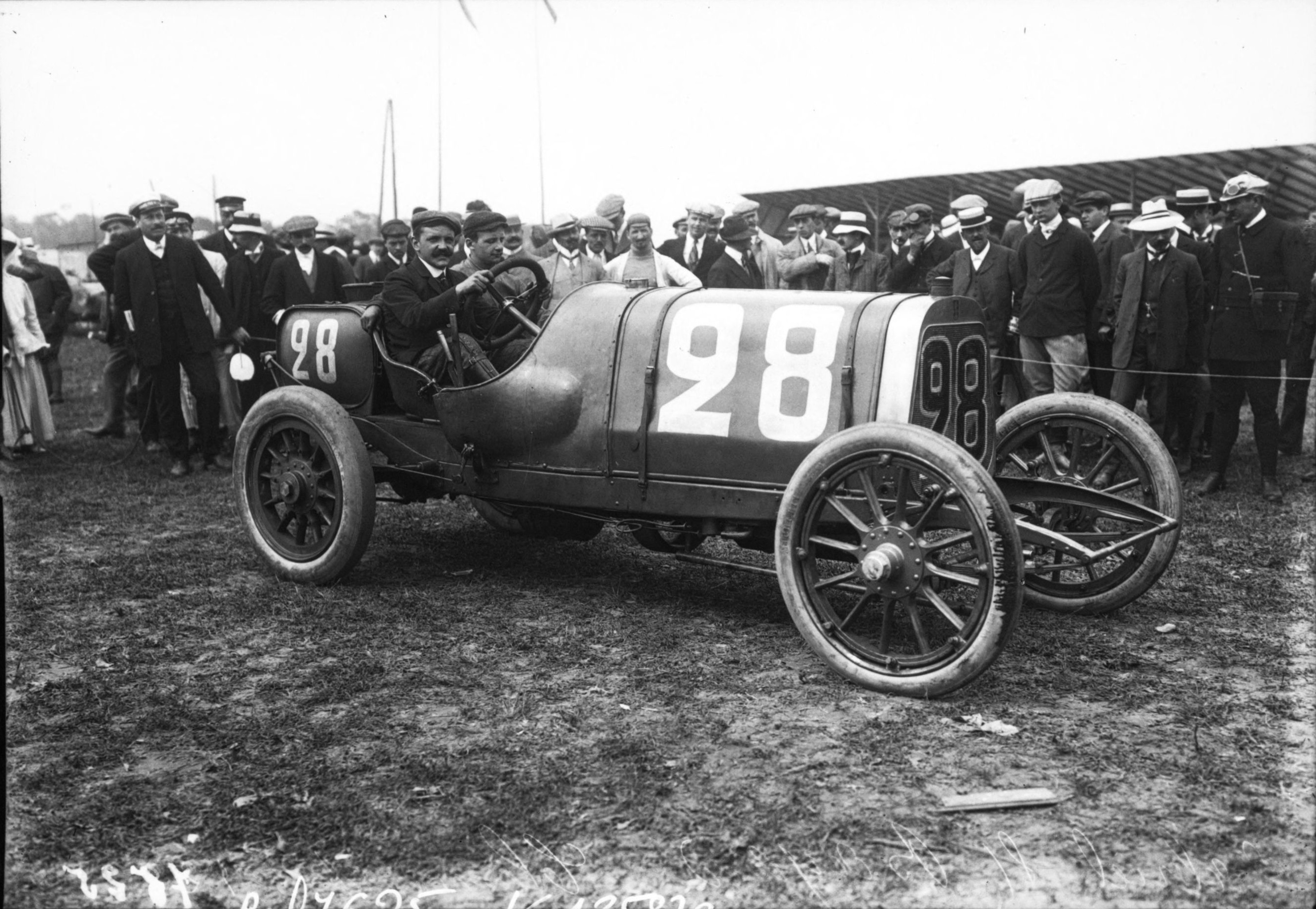
Grand Prix Francie 1908 (Dieppe, s vozem Clément-Bayard)
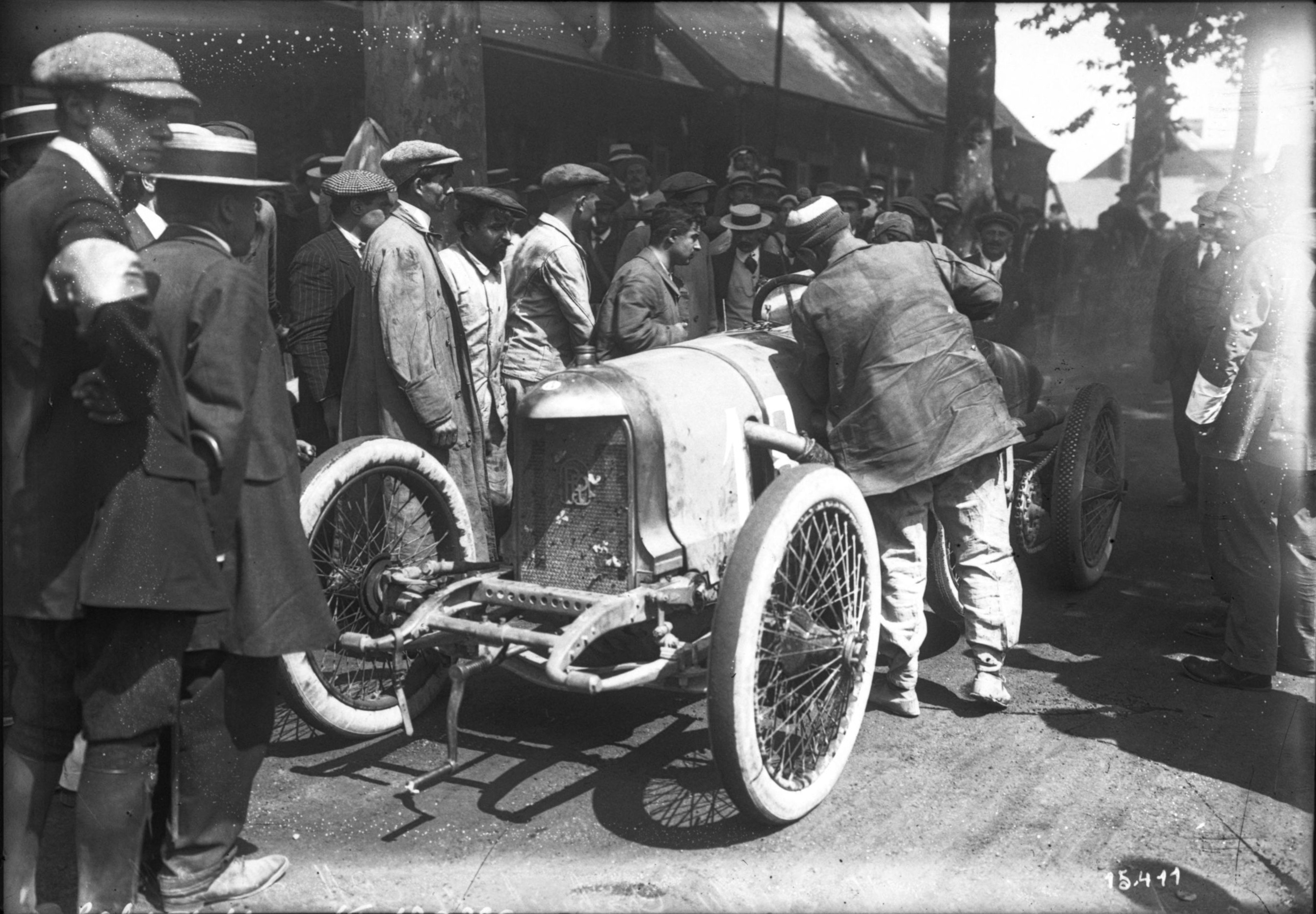
Grand Prix Francie 1911 (Grand Prix des Vieux Tacots, Le Mans, s vozem Rolland-Pilain, 3. místo)
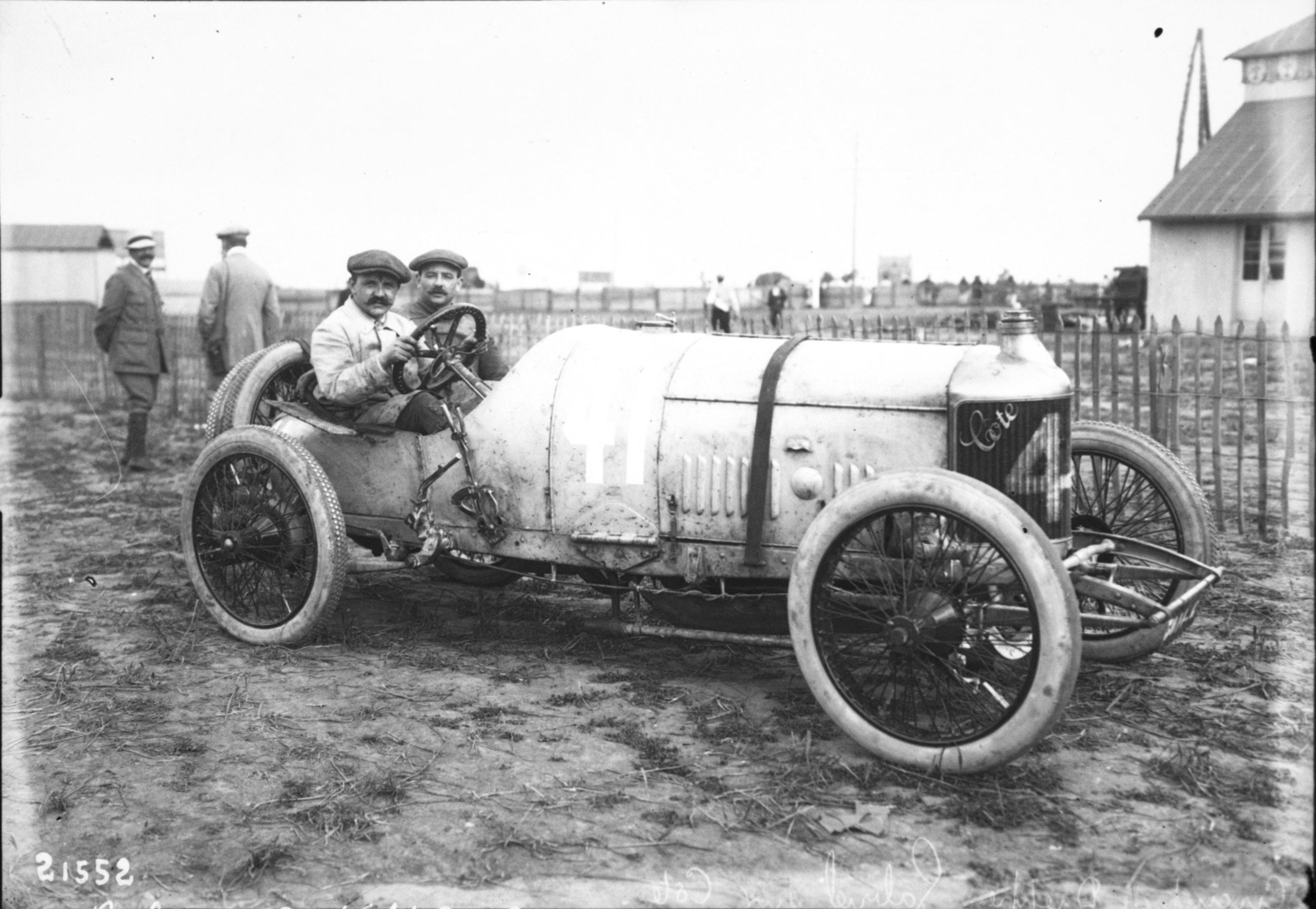
Grand Prix Francie 1912 (Dieppe, s vozem Côte)
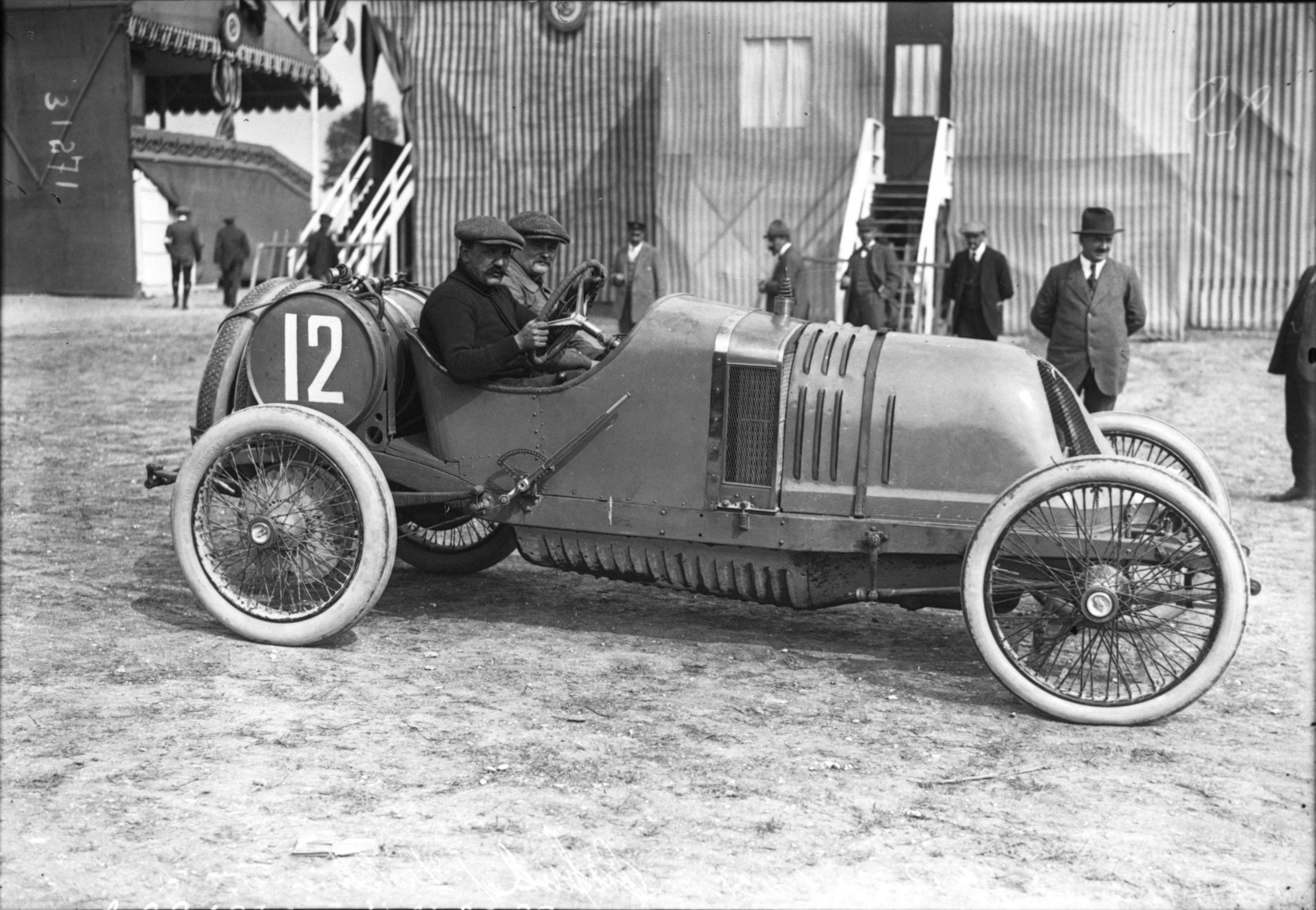
Grand Prix de Francie 1913 (Amiens, spolujezdec Théodore Schneider, vůz Th. Schneider)
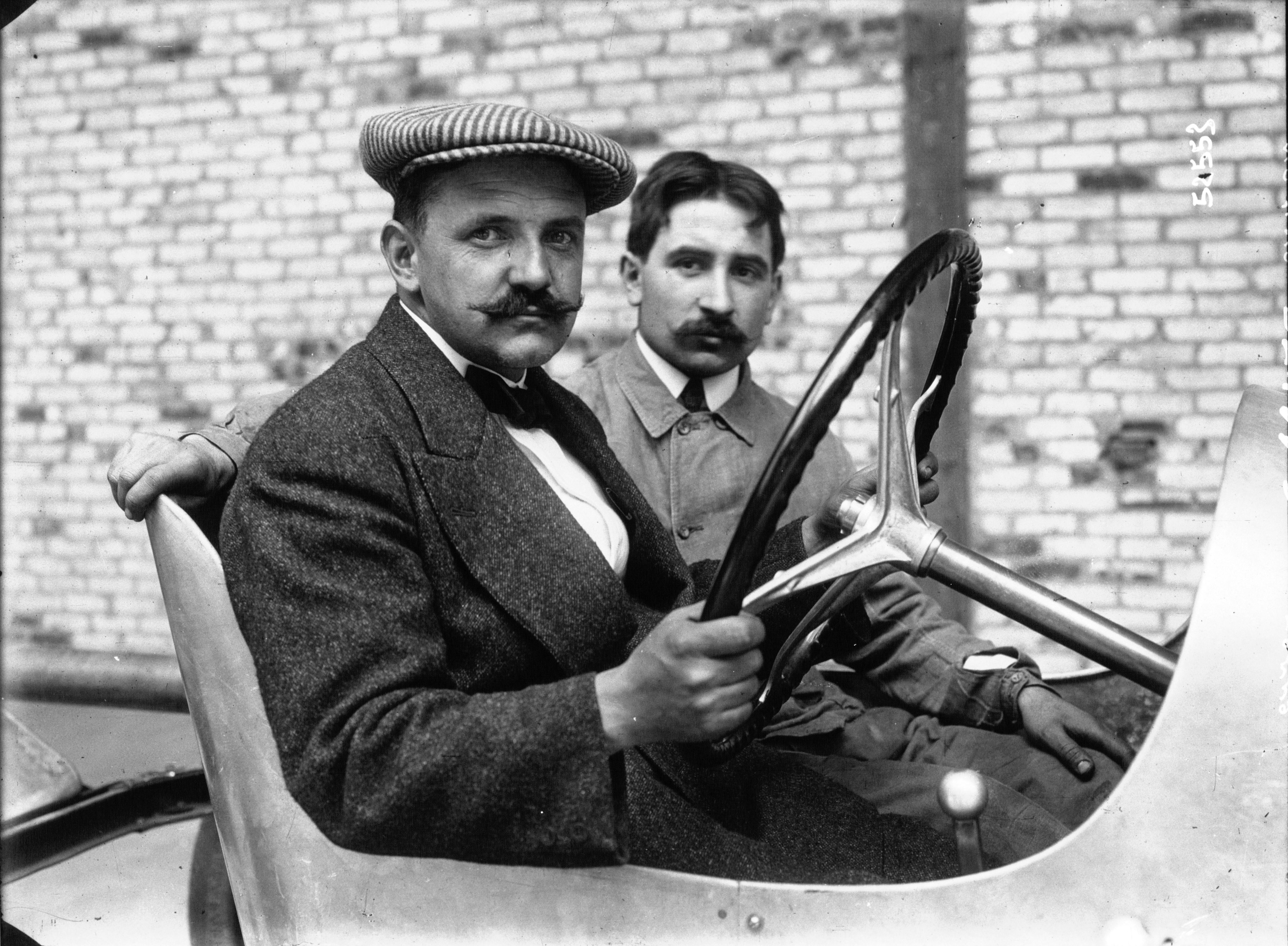
Grand Prix Francie 1914 (Lyon, spolujezdec Théodore Schneider)

## Statistika

### Výsledky v Le-Mans
| Rok  | Tým   | Vůz              | Týmový kolega  | Umístění                       | Příčina odstoupení |
| ---- | ----- | ---------------- | -------------- | ------------------------------ | ------------------ |
| 1924 |       | Ariès 8-10 CV    | Henri Lapierre | 11. místo a vítězství ve třídě |                    |
| 1925 |       | Ariès 8-10 CV    | Henri Lapierre | Odstoupení                     | Defekt             |
| 1926 |       | Ariès 5-9 Sup CV | Louis Paris    | 13                             |                    |
| 1927 |       | Ariès 8-10 CV    | Louis Paris    | Odstoupení                     | Nehoda             |
| 1928 | Ariès | Ariès 8-10 CV    | Louis Paris    | Odstoupení                     | Defekt             |